# 短鮣
短鮣（学名：Remora remora），又稱短印魚、短印仔魚，為輻鰭魚綱鱸形目鱸亞目鮣科的其中一個種。

## 分布
本魚分布於全球溫暖的海域。包括西太平洋:日本到紐西蘭與諾福克島、東太平洋:美國加州舊金山到智利、西大西洋:加拿大的新斯科舍省到阿根廷、東大西洋:北海至加納利群島等皆有其蹤跡。

## 深度
水深0至50公尺。

## 特徵
本魚體形粗短，胸鰭鈍圓；背吸盤有16至20對鰭瓣，體長為背吸盤2.6至3.45倍，背吸盤後端部超越胸鰭與腹鰭，胸鰭鰭條軟。背吸盤較窄，體側扁；上唇側圓凸出。口大，口裂寬，不可伸縮，下頜前突；上下頜、鋤骨、腭骨及舌上均具齒。耙體被小圓鱗，除頭部及吸盤無鱗外，全身均被鱗。背鰭兩個，第一背鰭變形而成吸盤，吸盤不及胸鰭後端；第二背鰭起點在臀鰭之前；腹鰭胸位，小形；胸鰭鈍圓；尾鰭叉形尾。體長可達86公分。

## 生態
本魚隨著寄主體色而改變自己的顏色，從灰色到暗褐色不等，主要吸附在外洋性的鯊魚身上（片利共生），全長要長到25公分以上的成魚，吸盤才會發育完全。

## 經濟利用
較少食用，大部分作為觀賞魚用。